# Terremoto doblete
En sismología, los terremotos dobletes o dobles —y, de manera más general, los terremotos múltiples— se identificaron originalmente como múltiples sismos con formas de onda casi idénticas que se originan en la misma ubicación. Actualmente, se caracterizan como secuencias sísmicas distintas que incluyen dos (o más) terremotos principales de magnitud similar, que a veces ocurren con diferencia de decenas de segundos, pero en otras ocasiones están separados por años. La similitud en la magnitud —a menudo dentro de un margen de 0.4— distingue a los eventos múltiples de las réplicas, las cuales inician aproximadamente 1.2 por debajo de la magnitud del sismo principal (según la ley de Båth) y disminuyen en magnitud y frecuencia de acuerdo con leyes conocidas.
Los eventos dobles o múltiples también presentan formas de onda sísmicas casi idénticas, ya que provienen de la misma zona de ruptura y campo de esfuerzo. En contraste, las réplicas, al ser periféricas a la ruptura principal, suelen reflejar circunstancias de origen más diversas. Los eventos múltiples se superponen en sus campos focales (zonas de ruptura), que pueden abarcar hasta 100 kilómetros en terremotos de magnitud 7.5. Los terremotos dobles se han distinguido de los «terremotos desencadenados», en los que la energía de las ondas sísmicas activa un sismo distante con una zona de ruptura diferente. Sin embargo, se ha sugerido que esta distinción refleja más una "taxonomía imprecisa" que una realidad física.
Se cree que los terremotos múltiples ocurren cuando asperezas, como grandes fragmentos de corteza atrapados en la falla en ruptura, o irregularidades y curvaturas en la falla, impiden temporalmente la ruptura principal. A diferencia de un terremoto normal, en el que se considera que el sismo libera suficiente estrés tectónico acumulado como para que tarden décadas o siglos en acumularse nuevamente (según la teoría del rebote elástico), el primer sismo de un evento múltiple solo libera parte del estrés acumulado al encontrar la aspereza. Esto aumenta el estrés sobre la aspereza, que puede fallar en cuestión de segundos, minutos, meses o incluso años.
En el terremoto de Harnai de 1997, el sismo inicial de magnitud Mw 7.0 fue seguido por otro de magnitud Mw 6.8 apenas 19 segundos después. El efecto de estos poderosos sismos en un intervalo tan corto fue duplicar la duración del movimiento del suelo (lo que llevó a más estructuras al colapso) y duplicar el área afectada por los temblores más intensos. Si un segundo sismo, posiblemente más fuerte, ocurre horas o días después, podría ser suficiente para colapsar estructuras debilitadas por el sismo anterior, con graves consecuencias para los esfuerzos de rescate y recuperación.
Aunque se han registrado numerosos terremotos con dos o incluso tres sismos principales de magnitudes tan similares que elegir uno como el principal puede ser algo arbitrario, no fue hasta las décadas de 1970 y 1980 que los estudios de sismogramas demostraron que algunos de estos no eran simplemente réplicas y presismos inusualmente grandes.
Otras investigaciones han demostrado que aproximadamente el 20% de los terremotos muy grandes (con magnitudes superiores a 7.5) son dobles y que, en ciertos casos, entre el 37% y el 75% de los terremotos son múltiples. Un estudio teórico encontró que aproximadamente uno de cada 15 terremotos (~7%) cumple con criterios estrictos para ser considerado un doble, pero también halló que, en las Islas Salomón, seis de 57 terremotos con magnitudes ≥ 6.0 fueron dobles, al igual que cuatro de 15 terremotos con magnitudes ≥ 7.0, lo que indica que aproximadamente el 10% y el 25% de esos sismos fueron dobles.
Los terremotos dobles representan un desafío para el modelo de terremoto característico utilizado en la estimación de peligros sísmicos. Este modelo asume que las fallas están segmentadas, lo que limita la extensión de la ruptura y, por lo tanto, el tamaño máximo de un terremoto, a la longitud del segmento.
Pronósticos más recientes de peligros sísmicos, como el modelo UCERF3, incorporan una mayor probabilidad de rupturas en múltiples segmentos, lo que altera la frecuencia relativa de los diferentes tamaños de terremotos.